# Lago Labaz
Il lago Labaz (in russo озеро Лабаз?) è un lago della Russia, situato nella penisola del Tajmyr, nella parte centrale della pianura della Siberia settentrionale. Dal punto di vista amministrativo si trova nel Tajmyrskij rajon del Territorio di Krasnojarsk, nel Circondario federale della Siberia.

## Geografia
Il lago, che ha una lunghezza di 30 km e una larghezza di 23 km, ha una superficie di 470 km² e si trova a un'altezza di 47 m s.l.m. È il secondo lago per grandezza della penisola del Tajmyr dopo il lago Tajmyr.
Il Labaz è alimentato da vari corsi d'acqua minori, da pioggia e neve, e congela da settembre a luglio. Da esso ha origine il fiume Kegerdi, affluente sinistro del fiume Boganida.

### Fauna
Nelle acque del lago vive il luccio, il taimen siberiano, il pesce persico, oltre a diverse specie delle sottofamiglie Brachymystax e Thymallinae, e del genere Coregonus. In estate nidificano sulle rive varie specie di oche e anatre.